# Абрамидзе, Валери Будуевич
Вале́ри Буду́евич Абрами́дзе (груз. ვალერი ბურდის ძე აბრამიძე; род. 17 января 1980, Тбилиси) — грузинский футболист, защитник. Также имеет российское гражданство.

## «Спартак» (Москва)
Абрамидзе присоединился к «Спартаку» летом 2002 года, подписав 5-летний контракт. Игрока заметили во время матчей «красно-белых» на Кубок Содружества, где Абрамидзе играл в составе «Торпедо» (Кутаиси). Он провёл за «Спартак» 15 игр в чемпионате России и 4 в Лиге чемпионов в 2002 (мячей не забивал).
Будучи арендованным «Ураланом» в 2003, он покинул «Спартак», перейдя в «Химки» в 2004.

## «Хазарский» скандал
В середине сезона 2007 года у Абрамидзе были серьёзные проблемы с клубом «Хазар-Ленкорань». В то время как Абрамидзе был уверен, что он подписал однолетний контракт в 2006 и теперь он — свободный агент, руководители «Хазара» сказали, что он подписал 2-летний контракт. Проблема была с контрактом, который был на азербайджанском языке, которого Абрамидзе не знал и не был в курсе, что контракт имеет переведённую версию. В результате Абрамидзе потерял много времени, когда пробовал перейти в «Анжи» — клуб не мог включить его в заявку на матчи первого дивизиона в 2007 году.